# Rhinolophus keyensis
Rhinolophus keyensis (Peters, 1871) è un Pipistrello della famiglia dei Rinolofidi diffuso in Indonesia.

## Descrizione

### Dimensioni
Pipistrello di piccole dimensioni, con la lunghezza della testa e del corpo tra 35,6 e 46,6 mm, la lunghezza dell'avambraccio tra 35,8 e 44,9 mm, la lunghezza della coda tra 17,2 e 26,2 mm, la lunghezza del piede tra 5,9 e 8,4 mm, la lunghezza delle orecchie tra 14 e 20 mm.

### Aspetto
Le parti dorsali sono bruno-nerastre con la base dei peli grigio-brunastra mentre le parti ventrali sono grigio-brunastre. Le orecchie sono lunghe, con una concavità sul bordo esterno appena sotto la punta. La foglia nasale presenta una lancetta lunga e con i bordi diritti, un processo connettivo basso e con il profilo arrotondato, una sella larga, leggermente più larga al centro e con l'estremità arrotondata. La porzione anteriore è larga, copre interamente il muso, ha un incavo centrale alla base ed una foglietta supplementare dietro di essa. Il labbro inferiore ha tre solchi longitudinali. Le membrane alari sono bruno-nerastre. La coda è lunga ed inclusa completamente nell'ampio uropatagio. Il primo premolare superiore è situato lungo la linea alveolare.

## Biologia

### Comportamento
Si rifugia probabilmente all'interno di grotte.

### Alimentazione
Si nutre di insetti.

## Distribuzione e habitat
Questa specie è diffusa in Indonesia dall'isola di Bali fino alle Isole Kai.

## Tassonomia
Sono state riconosciute 3 sottospecie:
- R.k.keyensis: Kai Kecil, Bacan, Seram, Gorong;
- R.k.amiri (Kitchener, 1995): Savu, Roti, Semau;
- R.k.simplex (Andersen, 1905): Bali, Nusa Penida, Lombok, Sumbawa, Moyo, Sangeang, Rinca, Flores, Alor, Lembata, Komodo, Sumba;

## Conservazione
La IUCN Red List, considerato la mancanza di recenti informazioni circa lo stato della popolazione, i requisiti ecologici e le minacce, classifica R.keyensis come specie con dati insufficienti (DD).